# Алымдя
Алы́мдя (Алымджа, Алимджа, Аламдя; якут. Алымдьа) — река в России, течёт по территории Мирнинского района Якутии. Правая составляющая реки Ахтаранда, которую образует сливаясь с Олгуйдах на высоте 250 м над уровнем моря.
Длина реки составляет 227 км. Площадь водосборного бассейна — 5310 км².

## Данные водного реестра
По данным государственного водного реестра России и геоинформационной системы водохозяйственного районирования территории РФ, подготовленной Федеральным агентством водных ресурсов:
- Бассейновый округ — Ленский
- Речной бассейн — Лена
- Речной подбассейн — Вилюй
- Водохозяйственный участок — Вилюй от Вилюйской ГЭС до впадения реки Мархи.

Код объекта в государственном водном реестре — 18030800312117400011605.